# Стефан Сватов
Стефан Пенчев Сватов е български индустриалец.

## Биография
Роден е на 27 декември 1876 г. в Габрово. Осиновен е от чичо си опълченецът Пенчо Сватов. Учи в Габрово и помага в кожухарството на баща си. Усвоява занаята на баща си и обработва сурови агнешки и овчи кожи, от които се шият калпаци, кожухчета, елеци и др. Пътува до Италия и Испания, откъдето се връща с висококачествени кожи на ниски цени. Така през 1896 г. за пръв път в България внася директно от производител сурови кожи. Спечелените пари влага в създаването на фабрика „Изгрев". Сдружава се с Георги Мушанов и Пенчо Сиджаков, с които до този момент има съвместна търговска дейност. През 1911 г. тримата построяват кожухарска фабрика „Изгрев" за преработка на сурови кожи и изделия от тях. През 1935 г. е избран за член на Управителния съвет на фабрика „Бъдащност“, на кото позиция остава до смъртта си.
Умира на 29 юни 1938 г. в Габрово. Съпругата и дъщерите му, в изпълнение на неговата воля, месец след смъртта му даряват 100 000 лева на библиотека „Априлов-Палаузов" за образуване на фонд на негово име, от лихвите на който да се закупува техническа литература.

## Семейство
Стефан Сватов се жени за Пена Димова Пенчева, внучка на първия кмет на Габрово Димитър Мичковец. Брат на баба ѝ е ръководителят на Габровския революционен комитет Еким Цанков. От брака им се раждат две дъщери Елена и Милка. Милка Стефанова Сватова и Димитър Илиев Илев сключват брак през 1932 г.